# Winfried-Preis
Der Winfried-Preis der Dr.-H.-G.-Waider-Stiftung ist eine Ehrung, die seit 2001 für Völkerverständigung und Frieden vergeben wird. Der Preis ist zurzeit mit 10.000 Euro dotiert. Die Preisverleihung wurde von damaligen Vorsitzenden des Kuratoriums Weihbischof Johannes Kapp und dem jeweiligen  vorgenommen. Ihm folgte Weihbischof Karlheinz Diez gemeinsam mit dem jeweils amtierenden Oberbürgermeister der Stadt Fulda. Der Preis, benannt nach Winfried-Bonifatius wird in Fulda vergeben.
Der Engländer Bonifatius „ordnete“ die fränkischen Eigenkirchen und verband sie mit Rom und den Kirchen anderer Länder. So bilde die Botschaft des Bonifatius heute noch die Basis für das Zusammengehörigkeitsgefühl in einem geeinten Europa.
Der Preis soll herausragende Einzelpersonen, Gruppen oder Institutionen, die sich im Sinne des Satzungszweckes um Projekte der internationalen und völkerverständigenden Jugend- und Familienhilfe verdient gemacht haben, ehren. Die Preisträger müssen das Geld wieder für gemeinnützige Zwecke verwenden.

## Preisträger

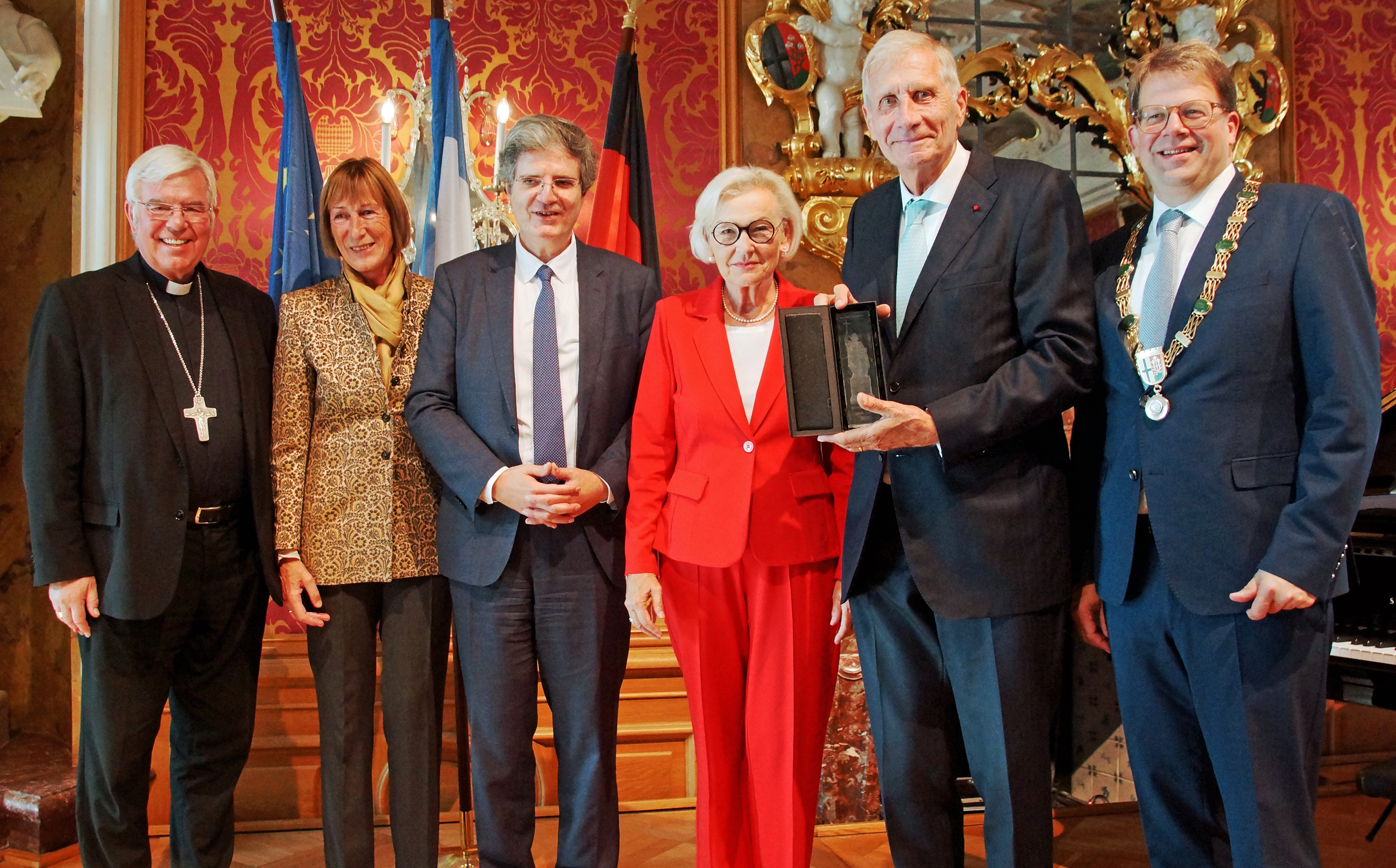
Verleihung des Winfriedpreis der Stadt Fulda an Ulrich Wickert (2024). Von links Karlheinz Diez, Christine Waider, François Delattre, Stadtverordnetenvorsteherin Margarete Hartmann, Ulrich Wickert und Heiko Wingenfeld

- 2001 – Willi Link, Präses des Brasilianischen Kolpingwerk
- 2002 – Wilhelm Schöbel Wegbereiter der Städtepartnerschaft Leitmeritz–Fulda
- 2003 – Erich Renz, Pater, Missionar
- 2004 – Karl Lehmann, Kardinal, ehemaliger Vorsitzender der Deutschen Bischofskonferenz und Bischof von Mainz
- 2005 – Norbert Blüm, ehemaliger Bundesminister für Arbeit und Sozialordnung
- 2006 – Christian Zippert, Bischof der Evangelischen Kirche
- 2007 – Annette Schavan, Bundesministerin für Bildung und Forschung
- 2008 – Rudolf Schieffer, Lehrstuhlinhaber für Mittelalterliche Geschichte an der Universität München
- 2009 – Peter Marzinkowski, erster Bischof der 2004 gegründeten Diözese Alindao in der Zentralafrikanischen Republik
- 2010 – Jean-Claude Juncker, ehemaliger Ministerpräsident von Luxemburg und Präsident der Europäischen Kommission
- 2011 – Gesine Schwan, deutsche Hochschullehrerin, Kandidatin der SPD für das Amt der Bundespräsidentin im Jahr 2004 und 2009
- 2012 – Hans Maier, von 1970 bis 1986 bayerischer Kultusminister sowie Mitglied im Zentralkomitee der Deutschen Katholiken
- 2013 – Wolfgang Thierse, von 1998 bis 2005 Präsident des Deutschen Bundestages und von 2005 bis 2013 dessen Vizepräsident
- 2014 – Alfons Nossol, von 1976 bis 2009  Bischof von Oppeln
- 2015 – Rita Süssmuth, ehemalige Bundesministerin für Jugend, Familie und Gesundheit und Präsidentin des Deutschen Bundestages
- 2016 – Notker Wolf, Abtprimas der benediktinischen Konföderation
- 2017 – Norbert Lammert, ehemaliger kultur- und medienpolitischer Sprecher CDU/CSU-Fraktion sowie Präsident des Deutschen Bundestages
- 2018 – Joachim Gauck, elfter Bundespräsident der Bundesrepublik Deutschland, evangelischer Theologe und parteiloser Politiker[1]
- 2019 – Géraldine Schwarz, deutsch-französische Journalistin, Autorin und Dokumentarfilmerin für ihr Buch Die Gedächtnislosen – Erinnerungen einer Europäerin
- 2020 – Universitätsklinikum Jena (ein vierköpfiges Team aus Ärzten und Pflegekräften)für konkretes europäisches Engagement: Das Klinikum entsandte das Team und Ausrüstung an eine Covid-Klinik in Boscotrecase/Italien zur Unterstützung in der Corona-Pandemie.
- 2021 – Igor Levit, Pianist für sein vorbildliches Engagement gegen Rassismus, Antisemitismus und Ausgrenzung sowie für ein friedliches Miteinander.
- 2022 – Katrin Eigendorf, ZDF-Reporterin für ihre Arbeit, mit der sie den Opfern von Krieg, Vertreibung und Unterdrückung – aktuell in der Ukraine – eine Stimme gibt.
- 2023 – Navid Kermani, für seine Verdienste um Völkerverständigung.
- 2024 – Ulrich Wickert, für seine verdienste um die deutsch-französische Freundschaft und bei Kinderrechten.[2]